# Chris Taylor (brottare)
Chris Taylor, född 13 juni 1950 i Dowagiac, Michigan, död 30 juni 1979 i Story City, Iowa, var en amerikansk brottare som tog OS-brons i supertungviktsbrottning i fristilsklassen 1972 i München. 